# おんな警視連城真衣子
『おんな警視連城真衣子』（おんなけいしれんじょうまいこ）は、1988年から1991年までテレビ朝日系「土曜ワイド劇場」で放送されたテレビドラマシリーズ。全3回。主演は小川知子。

## キャスト

### 主要人物
連城真衣子
演 - 小川知子
警視庁捜査一課の課長。
連城
演 - 森本レオ（第1作・第2作）
真衣子の夫。警察官であったが殉職。
スクモ
演 - 常田富士男（第1作・第2作）
警視庁捜査一課の刑事。
荒木潤
演 - 三浦浩一
警視庁捜査一課の刑事。真衣子の部下。

### ゲスト
第1作『別荘で始まる鮮やかな殺人計画 残されたビデオの謎』（1988年）
- 川端美雪（川端の妻・元スチュワーデス） - 山口果林
- ひとみ（真衣子の友人） - 結城しのぶ
- 川端（パイロット） - 西岡徳馬
- 小川亜佐美、清水幹雄、伊東佐知子、稲葉年治、鈴木喜勝、梅山明彦、内堀和晴、曽川留三子、千葉拓美、円城寺衛

第2作『室温17度の謎! 呼び出された夜に殺人が起きる』（1990年）
- セツコ（キーウェストの店員） - 浅田美代子
- フユミ（被害者鳥居夏子の妹） - 黒田福美
- イワタ（キーウェストの税理士） - 草薙良一
- タチバナ（鳥居夏子の別荘の改築を請負った業者） - 斉藤清六
- セキバ（神奈川県警の刑事） - 勝部演之
- 鳥居ヤスオ（鳥居夏子の夫・1年前に交通事故死） - 山本伸吾
- イワタのマンションの管理人 - 草村礼子
- 掛田誠、稲葉年治、伊藤佐知子、明日香尚、上杉二美、萩原等司

第3作『えん罪? トリック? 作られた殺人の報酬…』（1991年）
- 松本留美、竹井みどり、山内明、山本ゆか里、でんでん、工藤明子、佐藤英夫、信実一徳、園田裕久、小林トシ江、井上高志、稲葉稔、井上知之、牧村泉三郎、村田則男、伊藤眞、土屋美穂子、高土新太郎、井戸沼純子、梅津直人、川島美衣、森麻衣子、近江七恵、山口絵衣子、塚田貴広

## スタッフ
- 脚本 - 亜槍文代、猪又憲吾
- 監督 - 齋藤武市、山本迪夫
- 音楽 - 久木山直
- 制作 - テレビ朝日、C.A.L（第1作・第2作）、東北新社（第3作）

## 放送日程
| 話数 | 放送日         | サブタイトル                                    | 脚本              | 監督     | 視聴率 |
| ---- | -------------- | ----------------------------------------------- | ----------------- | -------- | ------ |
| 1    | 1988年12月10日 | 別荘で始まる鮮やかな殺人計画 残されたビデオの謎 | 亜槍文代          | 齋藤武市 | 19.3%  |
| 2    | 1990年7月7日   | 室温17度の謎! 呼び出された夜に殺人が起きる      | 亜槍文代          | 山本迪夫 | 18.5%  |
| 3    | 1991年3月9日   | えん罪? トリック? 作られた殺人の報酬…           | 猪又憲吾 亜槍文代 | 山本迪夫 | 15.2%  |